# Ган Фрідріх Іванович
Ган Фрідріх (Федір) Іванович (Hahn Friedrich Wilhelm) (22 липня (2 серпня) 1799 року – 1859) – ординарний професор, декан медичного факультету Харківського університету (1837-1857).

## Життєпис
Народився у сім’ї податного стану лютеранського віросповідання (протестантська церква). З 1816 року навчався в Дерптському університеті. У 1819 році заслужив від університету срібну медаль за роботу «Ueber das Wesen der Entzündung». У 1822 році одержав ступінь доктора медицини та склав іспит на звання акушера .
З 1831 року обіймав посаду акушера в Харківській міській лікарській управі. У 1834 році став ординарним професором у Харківському університеті на кафедрі акушерства, жіночих і дитячих хвороб. Став завідувачем акушерської клініки. Незабаром, у перший рік завідування клінікою, подав клопотання про її розширення. Двічі змінювалося місце дислокації клініки, але остаточно влаштувалася на нижньому поверсі університету - 4 кімнати та 2 акушерські. Ф.І. Ган дотримувався Статуту, що вимагав, щоб кожний професор для підготовки лекцій користувався своїми напрацюваннями або підручниками відомих йому вчених з розглядом і схваленням факультету. Лекції з акушерства читав за керівництвом Блюменталя, курс жіночих хвороб за Мозером, Йоргом, Руа, проводив заняття на фантомі, практичні заняття у клініці. Викладав дитячі хвороби і проводив учбові заняття з віспощеплення .
З 1837 по 1857 роки Ф.І. Ган був деканом медичного факультету.
Науковою роботою майже не займався. Написав одну роботу «О пятом периоде родов». Під його керівництвом на кафедрі виконано три роботи: «De graviditate hugusque diagnosi» (1841-1842) - дві роботи, одна удостоєна срібної медалі, а друга схвального відгуку, третя робота «О родильной горячке» лікаря Домбровського, за цю роботу йому присвоєно звання акушера. Праці не збереглися .